# Лефини
Ле́фини — фаунистический резерват в южной части Республики Конго. Расположен примерно в 140 км от города Браззавиль. Площадь составляет 6 500 км².
Заповедник был создан 26 ноября 1951 года с целью охраны ландшафтов каменистого плато между реками Лефини и Намбыли. В состав заповедника входят также сухие леса и злаковые саванны. В резервате обитают леопарды, буйволы, антилопы, гиены, большое количество водоплавающих птиц.